# トゥーリエ
トゥーリエ（イタリア語: Tuglie）は、イタリア共和国プッリャ州レッチェ県にある、人口約5,200人の基礎自治体（コムーネ）。

## 地理

### 位置・広がり

#### 隣接コムーネ
隣接するコムーネは以下の通り。
- アレーツィオ
- ネヴィアーノ
- パラービタ
- サンニコーラ

## 姉妹都市
- ヴィッラヴェルラ、イタリア 2006年